# گمینا رنگسکا ویش
گمینا رنگسکا ویش (به لهستانی:  Gmina Reńska Wieś) یک گمینا در لهستان است که در شهرستان کنجژن-کوژله واقع شده‌است. گمینا رنگسکا ویش ۹۷٫۹۱ کیلومتر مربع مساحت و ۸٬۶۶۳ نفر جمعیت دارد.